# كوديمكار

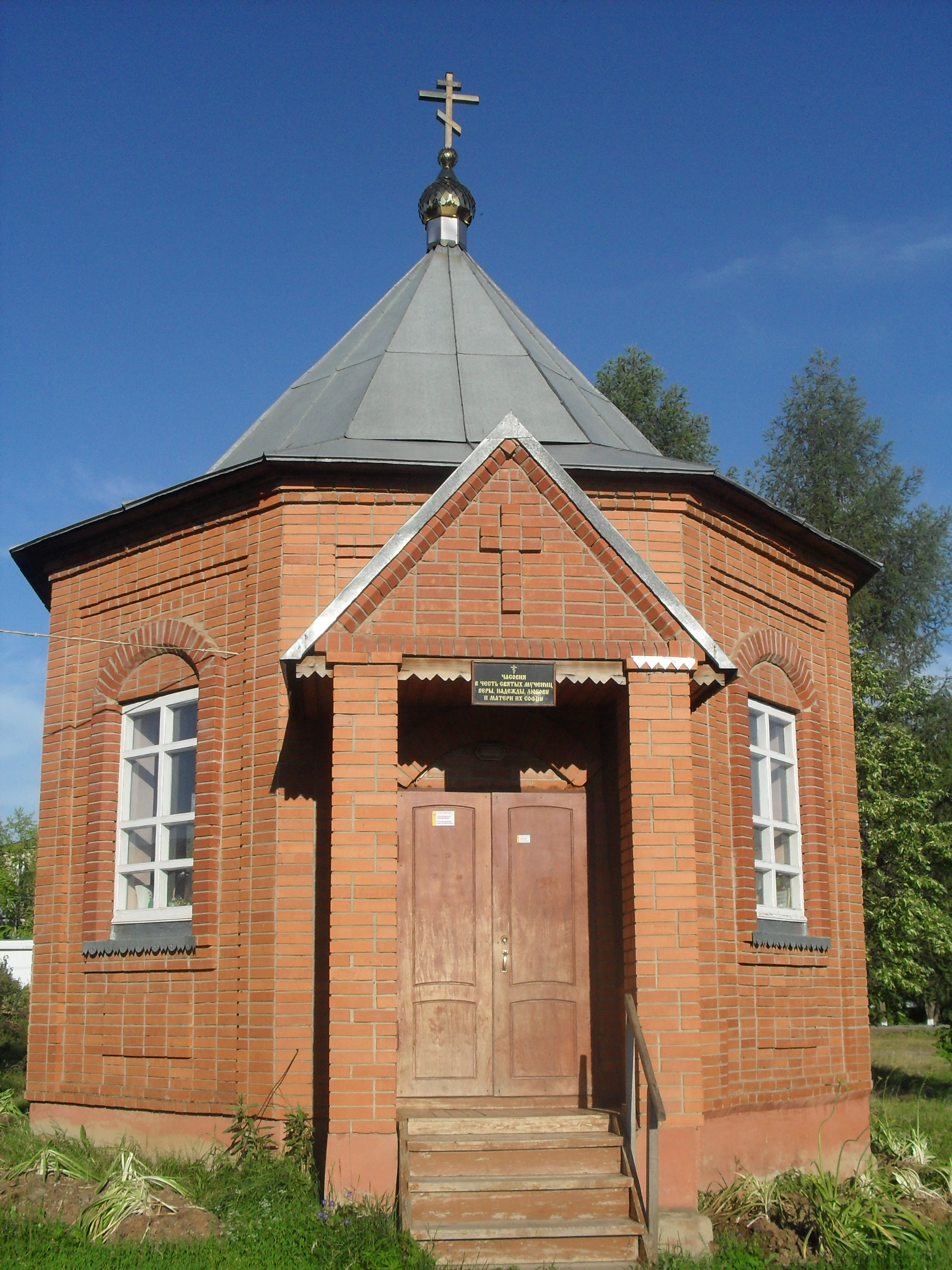

كوديمكار (الروسية: Кудымкар) هي إحدى مدن روسيا في الكيان الفدرالي الروسي بيرم كراي. حتى عام 2005، كانت كوديمكار هي المركز الإداري أوكروغ (إقليم) كومي-بيرمياك ذاتي الحكم، وكيانات روسيا الاتحادية.